# 韋粲
韋 粲（い さん、建武2年（495年）- 太清3年1月1日（549年2月13日））は、南朝梁の官僚・軍人。字は長蒨、あるいは長倩。本貫は京兆郡杜陵県。

## 経歴
北徐州刺史の韋放の子として生まれた。成長すると学問を好み、身長は8尺あり、容貌は雄偉であった。晋安王蕭綱の下で雲麾行参軍を初任とした。まもなく法曹参軍を代行した。外兵参軍に転じ、中兵参軍を兼ねた。ときに庾仲容や張率らが蕭綱に仕えていたため、韋粲はかれらと忘年の交を結んだ。
蕭綱が雍州刺史として襄陽に赴任すると、韋粲はこれに随行して、中兵参軍を兼ねたまま記室参軍をつとめた。蕭綱が皇太子として立つと、韋粲は歩兵校尉に転じ、東宮領直として入朝した。ちょうど父が死去したため、職を辞して喪に服した。ほどなく招遠将軍として起用され、再び東宮領直となった。喪が明けると、永昌県侯の爵位を嗣ぎ、東宮領直のまま湘東王蕭繹の下で安西諮議参軍となり、再び蕭綱の下で太子僕や太子左衛率を歴任した。
中大同2年（547年）、通直散騎常侍に転じたが、拝受しないうちに持節・都督衡州諸軍事・安遠将軍・衡州刺史に改めて任じられた。同年（太清元年）、衡州に赴任してまもなく韋粲は解職を願い出た。
太清2年（548年）、散騎常侍として召し出された。韋粲は建康に帰る途中の廬陵にいたとき、侯景が反乱を起こしたことを聞き、部下を集めて5000の兵を得て、建康の救援に向かった。豫章に到達すると、反乱軍が横江に進出したとの知らせが入った。韋粲は内史の劉孝儀と協議したが、劉孝儀は武帝の命令を待とうと消極的であった。このため韋粲は酒杯を地に投げ打って怒り、反乱軍が長江を渡って宮城に迫っているのにぐずぐずしているわけにはいかないと、馬を出して出発しようとした。たまたま江州刺史の当陽公蕭大心の使者が韋粲のところにやってきたため、韋粲は蕭大心のところに駆けつけた。韋粲は蕭大心に湓城へ移転するよう求め、自分に偏将をつけてもらうよう頼んだ。蕭大心はこれに賛同し、中兵の柳昕に兵2000人を与えて韋粲に従わせた。韋粲は家族を江州に留めて、軽い軍船で長江を下った。南州に達すると、韋粲の外弟の司州刺史柳仲礼がまた兵1万人あまりを率いて横江に到着しており、韋粲は食糧や武器をかれに送り、私財を散じて兵士たちの褒美とした。
先だって鄱陽王蕭範が西豫州刺史裴之高と子の蕭嗣に江北の兵を率いさせて合肥から建康に向かわせた。裴之高らの軍は張公洲に駐屯すると、上流の諸軍がやってくるのを待った。裴之高は船を派遣して柳仲礼に長江を渡らせ、裴之高らと柳仲礼らは合流して王游苑に進軍した。韋粲は柳仲礼を大都督に推したが、裴之高はその下につくことを嫌い、連日議論しても決まらなかった。韋粲が私情を排して団結するよう人々を叱咤すると、裴之高は妥協し、諸将の議論は定まって、柳仲礼はようやく進軍することができた。
同年12月、柳仲礼らの軍が新亭に宿営すると、反乱軍は中興寺に布陣して、両軍が対峙し、晩にいたっておのおの帰営した。この夜、柳仲礼は韋粲の陣営に入って、翌朝の戦いにおける諸将の配置を決め、韋粲には青塘を守備するよう求めた。青塘は石頭中路に当たり、柵塁がまだ立っておらず、敵の攻撃が集中することを韋粲は心配した。柳仲礼は大事を任せられる人がほかにいないと、韋粲に青塘を任せ、直閤将軍の劉叔胤をつけて韋粲を助けさせることとした。韋粲の兵は水陸両進したが、夜霧に迷い、青塘に着いたときには夜半を過ぎて、塁柵は明け方になっても繋がっていなかった。侯景は禅霊寺の門閣に登って、韋粲の陣営がまだ整っていないのを望み見ると、精鋭を派遣して攻撃をかけさせた。韋粲の軍副をつとめる王長茂が柵に拠って待つよう勧めたが、韋粲は従わず、軍主の鄭逸に迎撃させ、劉叔胤に水軍を率いさせてその後詰めを命じた。劉叔胤は恐れて進もうとせず、鄭逸は孤立して敗れた。反乱軍が勝利に乗じて韋粲の陣営に入りこんだので、側近たちは韋粲を避難させようとしたが、韋粲は動かず、子弟を叱咤して奮戦し、戦死した。享年は54。
韋粲の子の韋尼と、韋粲の弟の韋助・韋警・韋構の3人、および従弟の韋昂はみな戦死し、親族や姻戚の死者は数百人に及んだ。侯景の反乱軍は韋粲の首級を建康の城下に掲げて、城内に示した。皇太子蕭綱はこれを聞いて涙を流し、武帝の命により韋粲には護軍将軍の位が追贈された。蕭繹が侯景の乱を平定すると、韋粲には忠貞と追諡された。

## 子女
- 韋臧（長男、字は君理。尚書三公郎・太子洗馬・東宮領直を歴任した。侯景が建康を攻撃すると、韋臧は兵を率いて西華門に駐屯した。建康が陥落すると、江州に逃れた。豫章に拠ったが、部下に殺害された）
- 韋尼

## 伝記資料
- 『梁書』巻43 列伝第37
- 『南史』巻58 列伝第48